# Jungermannia tsukushiensis
Jungermannia tsukushiensis là một loài rêu tản trong họ Jungermanniaceae. Loài này được (Amak.) Amak. miêu tả khoa học lần đầu tiên năm 1960.